# 17-й меридіан східної довготи
17-й меридіан східної довготи — лінія довготи, що лежить на 17 градусів східніше Гринвіцького меридіана. Вона проходить від Північного полюса через Північний Льодовитий океан, Європу, Африку, Атлантичний океан, Південний океан та Антарктиду до Південного полюса.

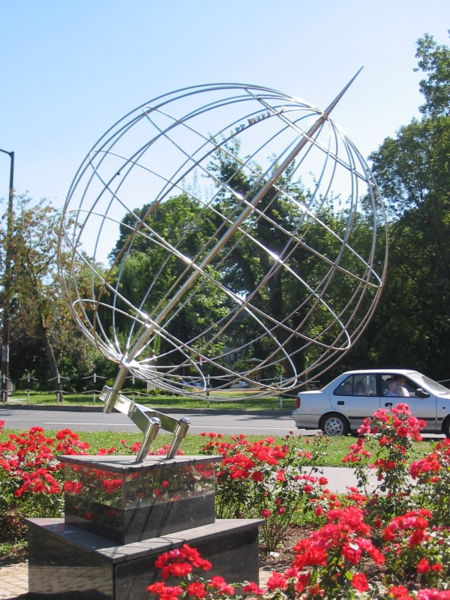
Пам'ятний знак в Надьканіжі, Угорщина

17-й меридіан східної довготи формує велике коло разом із 163-тім меридіаном західної довготи.

## Список географічних об'єктів, що перетинає 16° сх. д.
Починаючи на Північному полюсі та рухаючись до Південного полюса, 16-й меридіан східної довготи проходить через:
| Координати                                                 | Країна, територія або море       | Примітки                                                |
| ---------------------------------------------------------- | -------------------------------- | ------------------------------------------------------- |
| 90°0′ пн. ш. 17°0′ сх. д. / 90.000° пн. ш. 17.000° сх. д.  | Північний Льодовитий океан       |                                                         |
| 79°57′ пн. ш. 17°0′ сх. д. / 79.950° пн. ш. 17.000° сх. д. | Норвегія                         | Шпіцберген — проходить через острів Шпіцберген          |
| 76°36′ пн. ш. 17°0′ сх. д. / 76.600° пн. ш. 17.000° сх. д. | Атлантичний океан                | Норвезьке море                                          |
| 69°24′ пн. ш. 17°0′ сх. д. / 69.400° пн. ш. 17.000° сх. д. | Норвегія                         | Проходить через острови Сенья і Ролла[en] та материк    |
| 67°59′ пн. ш. 17°0′ сх. д. / 67.983° пн. ш. 17.000° сх. д. | Швеція                           | Проходить через Нючепінг                                |
| 58°37′ пн. ш. 17°0′ сх. д. / 58.617° пн. ш. 17.000° сх. д. | Балтійське море                  |                                                         |
| 57°19′ пн. ш. 17°0′ сх. д. / 57.317° пн. ш. 17.000° сх. д. | Швеція                           | Проходить через острів Еланд                            |
| 57°6′ пн. ш. 17°0′ сх. д. / 57.100° пн. ш. 17.000° сх. д.  | Балтійське море                  |                                                         |
| 54°38′ пн. ш. 17°0′ сх. д. / 54.633° пн. ш. 17.000° сх. д. | Польща                           | Проходить через Вроцлав                                 |
| 50°25′ пн. ш. 17°0′ сх. д. / 50.417° пн. ш. 17.000° сх. д. | Чехія                            | Приблизно на 14 км                                      |
| 50°18′ пн. ш. 17°0′ сх. д. / 50.300° пн. ш. 17.000° сх. д. | Польща                           | Приблизно на 9 км                                       |
| 50°13′ пн. ш. 17°0′ сх. д. / 50.217° пн. ш. 17.000° сх. д. | Чехія                            |                                                         |
| 48°39′ пн. ш. 17°0′ сх. д. / 48.650° пн. ш. 17.000° сх. д. | Словаччина                       | Проходить західніше Братислави                          |
| 48°10′ пн. ш. 17°0′ сх. д. / 48.167° пн. ш. 17.000° сх. д. | Австрія                          |                                                         |
| 47°42′ пн. ш. 17°0′ сх. д. / 47.700° пн. ш. 17.000° сх. д. | Угорщина                         | Проходить через центр Надьканіжі                        |
| 46°13′ пн. ш. 17°0′ сх. д. / 46.217° пн. ш. 17.000° сх. д. | Хорватія                         |                                                         |
| 45°13′ пн. ш. 17°0′ сх. д. / 45.217° пн. ш. 17.000° сх. д. | Боснія і Герцеговина             |                                                         |
| 43°35′ пн. ш. 17°0′ сх. д. / 43.583° пн. ш. 17.000° сх. д. | Хорватія                         | Проходить через Далмацію та острови Хвар і Корчула      |
| 42°55′ пн. ш. 17°0′ сх. д. / 42.917° пн. ш. 17.000° сх. д. | Адріатичне море                  | Проходить східніше острова Ластово, Хорватія            |
| 41°5′ пн. ш. 17°0′ сх. д. / 41.083° пн. ш. 17.000° сх. д.  | Італія                           |                                                         |
| 40°30′ пн. ш. 17°0′ сх. д. / 40.500° пн. ш. 17.000° сх. д. | Іонічне море                     | Затока Таранто                                          |
| 39°29′ пн. ш. 17°0′ сх. д. / 39.483° пн. ш. 17.000° сх. д. | Італія                           |                                                         |
| 38°56′ пн. ш. 17°0′ сх. д. / 38.933° пн. ш. 17.000° сх. д. | Середземне море                  |                                                         |
| 31°10′ пн. ш. 17°0′ сх. д. / 31.167° пн. ш. 17.000° сх. д. | Лівія                            |                                                         |
| 22°59′ пн. ш. 17°0′ сх. д. / 22.983° пн. ш. 17.000° сх. д. | Чад                              |                                                         |
| 7°38′ пн. ш. 17°0′ сх. д. / 7.633° пн. ш. 17.000° сх. д.   | Центральноафриканська Республіка |                                                         |
| 3°33′ пн. ш. 17°0′ сх. д. / 3.550° пн. ш. 17.000° сх. д.   | Республіка Конго                 |                                                         |
| 1°8′ пд. ш. 17°0′ сх. д. / 1.133° пд. ш. 17.000° сх. д.    | ДР Конго                         |                                                         |
| 7°15′ пд. ш. 17°0′ сх. д. / 7.250° пд. ш. 17.000° сх. д.   | Ангола                           |                                                         |
| 17°23′ пд. ш. 17°0′ сх. д. / 17.383° пд. ш. 17.000° сх. д. | Намібія                          | Проходить західніше Віндгука                            |
| 28°4′ пд. ш. 17°0′ сх. д. / 28.067° пд. ш. 17.000° сх. д.  | ПАР                              | Північнокапська провінція                               |
| 29°34′ пд. ш. 17°0′ сх. д. / 29.567° пд. ш. 17.000° сх. д. | Атлантичний океан                |                                                         |
| 60°0′ пд. ш. 17°0′ сх. д. / 60.000° пд. ш. 17.000° сх. д.  | Південний океан                  |                                                         |
| 69°40′ пд. ш. 17°0′ сх. д. / 69.667° пд. ш. 17.000° сх. д. | Антарктида                       | Проходить через Землю Королеви Мод (претендує Норвегія) |